# Lijst van voetbalinterlands Oost-Timor - Thailand
Deze lijst van voetbalinterlands is een overzicht van alle officiële voetbalwedstrijden tussen de nationale teams van Oost-Timor en Thailand. De landen speelden tot op heden drie keer tegen elkaar. De eerste ontmoeting, een groepswedstrijd tijdens de Zuidoost-Azië Cup 2018, werd gespeeld op 9 november 2018 in Bangkok. Het laatste duel, een groepswedstrijd tijdens de Zuidoost-Azië Cup 2024, vond plaats in Hanoi (Vietnam) op 8 december 2024.

## Wedstrijden
| № | Plaats    | Datum           | Competitie             | Wedstrijd             | Uitslag |
| - | --------- | --------------- | ---------------------- | --------------------- | ------- |
| 1 | Bangkok   | 9 november 2018 | Zuidoost-Azië Cup 2018 | Oost-Timor – Thailand | 0 − 7   |
| 2 | Singapore | 5 december 2021 | Zuidoost-Azië Cup 2020 | Oost-Timor − Thailand | 0 − 2   |
| 3 | Hanoi     | 8 december 2024 | Zuidoost-Azië Cup 2024 | Oost-Timor − Thailand | 0 − 10  |

## Samenvatting
| Competitie        | Totaal gespeeld | Winst Oost-Timor | Gelijk | Winst Thailand | Doelsaldo Oost-Timor – Thailand |
| ----------------- | --------------- | ---------------- | ------ | -------------- | ------------------------------- |
| Zuidoost-Azië Cup | 3               | 0                | 0      | 3              | 0 − 19                          |
| Totaal            | 3               | 0                | 0      | 3              | 0 − 19                          |

FFTL · A-internationals · Oost-Timorees vrouwenelftal
2000 – 2009 · 
2010 – 2019
2003 · 
2004 · 
2005 · 
2006 · 
2007 · 
2008 · 
2009 · 
2010 · 
2011 · 
2012 ·
2015 ·
2016
Brunei ·
Cambodja ·
Filipijnen ·
Hongkong ·
Indonesië ·
Laos ·
Libanon ·
Malediven ·
Maleisië ·
Mongolië ·
Myanmar ·
Nepal ·
Palestina ·
Saoedi-Arabië ·
Singapore ·
Tadzjikistan ·
Taiwan ·
Thailand ·
Verenigde Arabische Emiraten
FAT · A-internationals · Bondscoaches · Statistieken · Thais vrouwenelftal · Thailand U21 · Thailand U20 · Thailand U19 · Thailand U18 · Thailand U17
1950 – 1959 · 
1960 – 1969 · 
1970 – 1979 · 
1980 – 1989 · 
1990 – 1999 · 
2000 – 2009 · 
2010 – 2019 ·
2020 − 2029
Asian Cup 1972 ·
Asian Cup 1992 · 
Asian Cup 1996 · 
Asian Cup 2000 · 
Asian Cup 2004 · 
Asian Cup 2007
OS 1956 · 
OS 1968
1956 · 
1957 · 
1958 · 
1959 · 
1960 · 
1961 · 
1962 · 
1963 · 
1964 · 
1965 · 
1966 · 
1967 · 
1968 · 
1969 · 
1970 · 
1971 · 
1972 · 
1973 · 
1974 · 
1975 · 
1976 · 
1977 · 
1978 · 
1979 · 
1980 · 
1981 · 
1982 · 
1983 · 
1984 · 
1985 · 
1986 · 
1987 · 
1988 · 
1989 · 
1990 · 
1991 · 
1992 · 
1993 · 
1994 · 
1995 · 
1996 · 
1997 · 
1998 · 
1999 · 
2000 · 
2001 · 
2002 · 
2003 · 
2004 · 
2005 · 
2006 · 
2007 · 
2008 · 
2009 · 
2010 · 
2011 · 
2012 · 
2013 ·
2014 ·
2015 ·
2016 ·
2017 ·
2018 ·
2019 ·
2020 ·
2021 ·
2022 ·
2023
Afghanistan ·
Australië ·
Bahrein ·
Bangladesh ·
Bhutan ·
Brazilië ·
Brunei ·
Bulgarije ·
Cambodja ·
China ·
Congo-Brazzaville ·
Denemarken ·
Duitsland ·
Egypte ·
Estland ·
Faeröer ·
Filipijnen ·
Finland ·
Gabon ·
Georgië ·
Ghana ·
Hongkong ·
India ·
Indonesië ·
Irak ·
Iran ·
Israël ·
Japan ·
Jemen ·
Jordanië ·
Kameroen · 
Kazachstan ·
Kenia ·
Kirgizië ·
Koeweit ·
Laos ·
Letland ·
Libanon ·
Liberia ·
Libië ·
Liechtenstein ·
Luxemburg ·
Macau ·
Malediven ·
Maleisië ·
Malta ·
Marokko ·
Myanmar ·
Nederland ·
Nepal ·
Nieuw-Zeeland ·
Nigeria ·
Noord-Ierland ·
Noord-Korea ·
Noorwegen ·
Oezbekistan ·
Oman ·
Oost-Timor ·
Pakistan ·
Palestina ·
Papoea-Nieuw-Guinea ·
Polen ·
Qatar ·
Saoedi-Arabië ·
Singapore ·
Slowakije ·
Sri Lanka ·
Suriname ·
Syrië ·
Taiwan ·
Tadzjikistan ·
Trinidad en Tobago ·
Turkmenistan ·
Uruguay ·
Verenigde Arabische Emiraten ·
Verenigde Staten ·
Vietnam ·
Zuid-Afrika ·
Zuid-Korea ·
Zuid-Vietnam ·
Zweden